# قلعه بیدسکان
قلعه بیدسکان ، قلعه‌ای است مربوط به دوره قاجار که در روستای بیدسکان از توابع دهستان باغستان بخش مرکزی شهرستان فردوس واقع شده‌است.
این قلعه بر فراز تپه‌ای در مرکز روستا قرار گرفته که در اثر زمین لرزه و گذشت زمان تنها برج و باروی‌های آن باقی مانده‌است.
این اثر در تاریخ ۲۴ آبان ۱۳۸۵ با شمارهٔ ثبت ۱۶۳۲۴ به‌عنوان یکی از آثار ملی ایران به ثبت رسیده است.